# Karlevi stenkvarn
Karlevi stenkvarn är en väderkvarn av holländartyp i byn Karlevi i Vickleby socken på södra Öland. Den drevs, som andra holländarkvarnar på Öland, som tullkvarn, det vill säga som en kvarn för yrkesmässig malning, och inte som en husbehovskvarn. Det är en av tre stenkvarnar som uppförts på Öland. De två andra är byggnadsminnet Högby stenkvarn i Högby på norra delen av ön och kvarnruinen i Ventlinge på södra delen.
Kvarnens fasta del är byggd med väggar av grovhuggen ölandskalksten. Vindflöjel på taket visar årtalet 1791, men kvarnen byggdes på 1860-talet av en lantbrukare i Karlevi. Den har två par stenar och siktverk. Den siste ägare som bedrev kvarnrörelse vid mitten av 1900-talet, Axel Andersson, ersatte vingdriften med en elmotor.
Kvarnen är i privat ägo.

## Bildgalleri

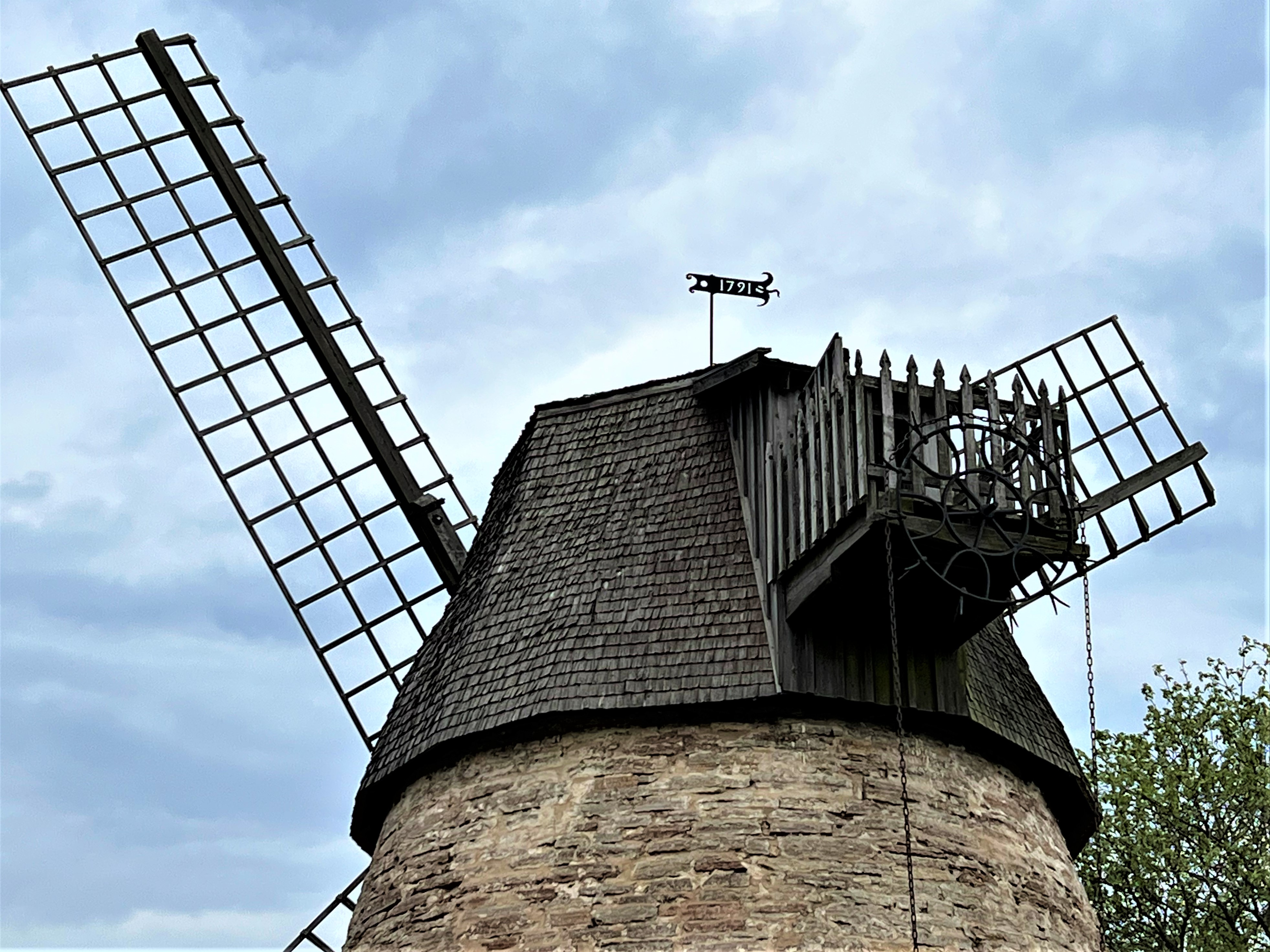
Kvarnens huva med vindflöjel
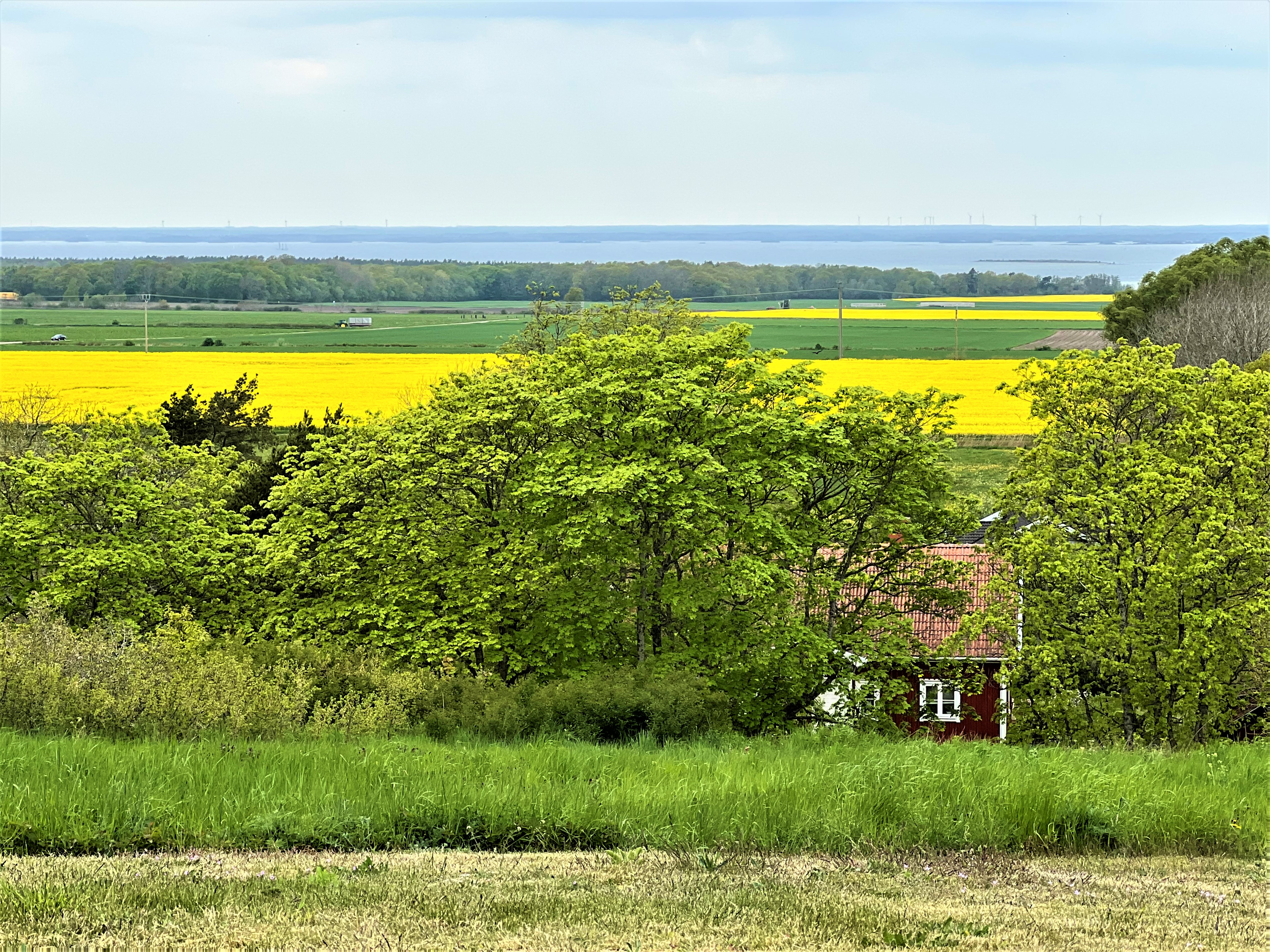
Vyn från kvarnen mot Kalmarsund
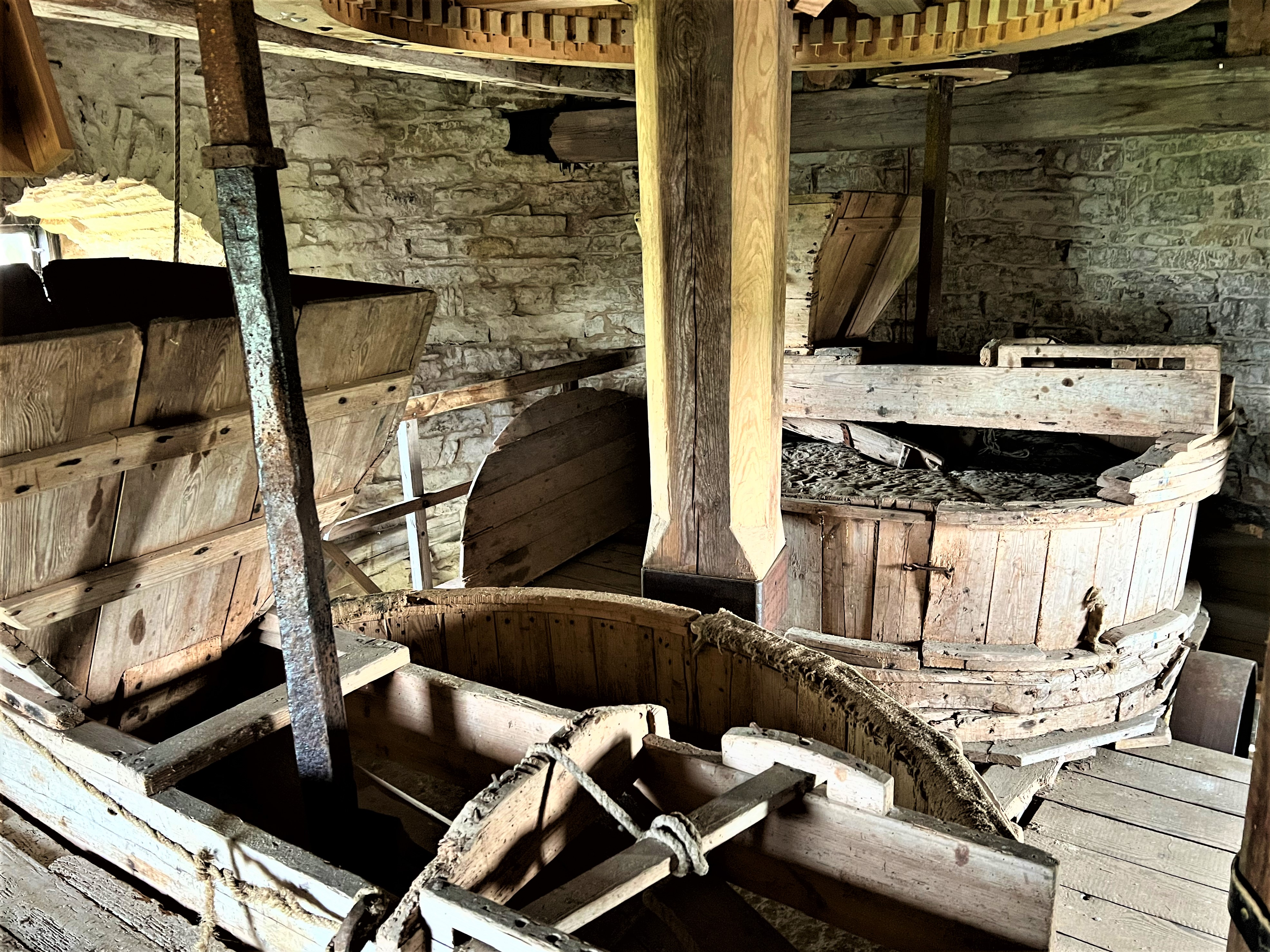
Interiör
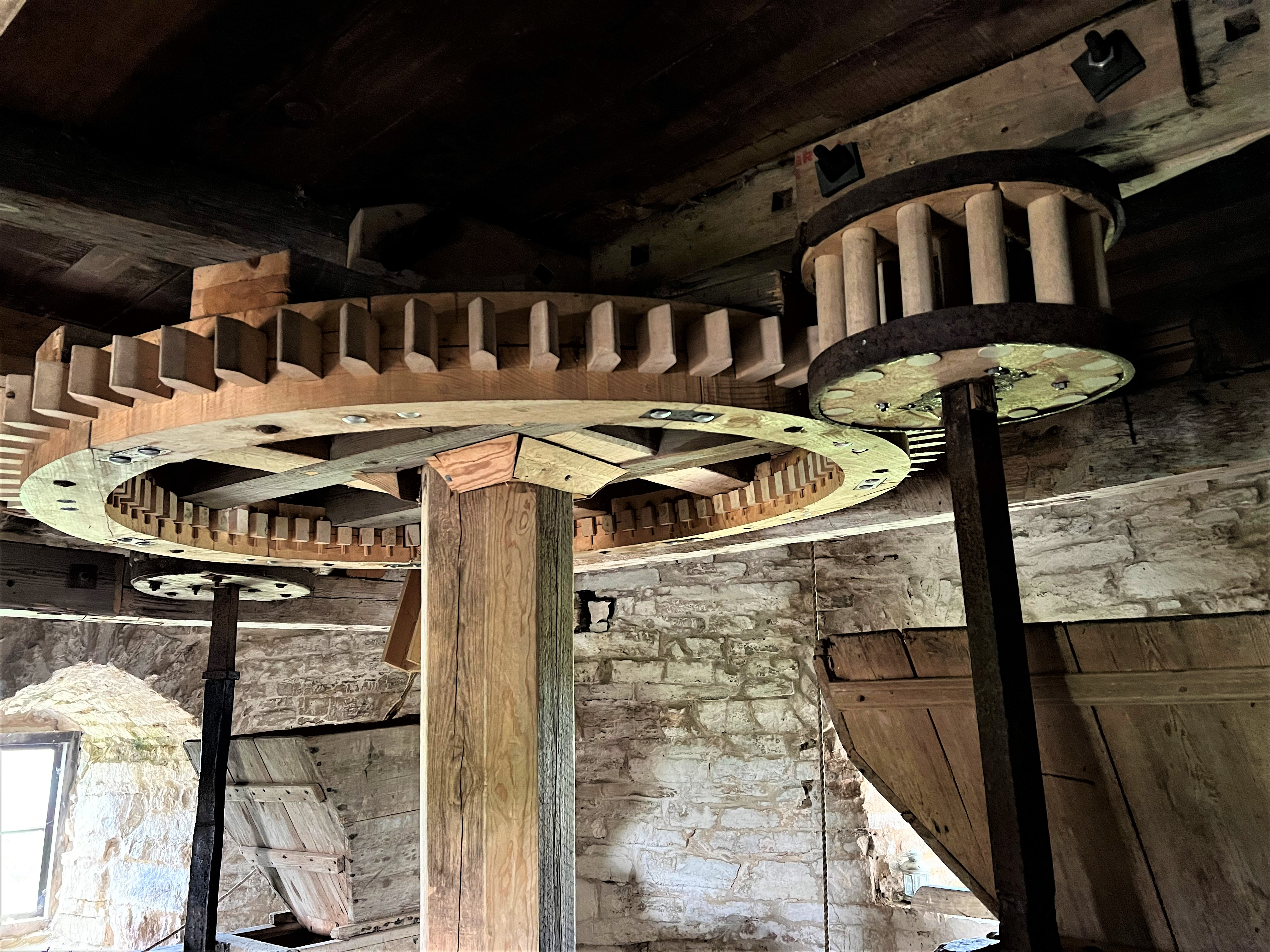
Interiör
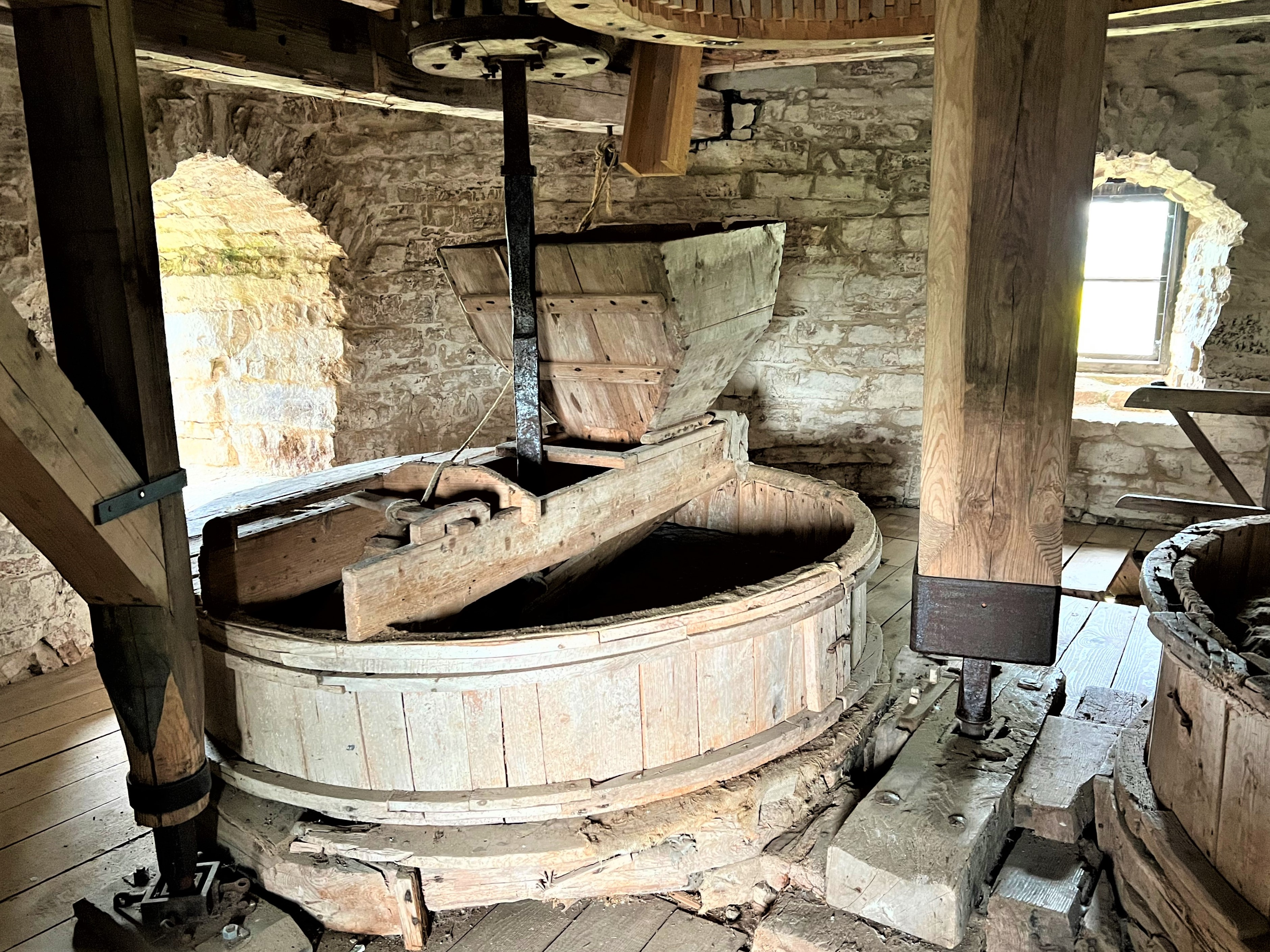
Interiör